# I'm Into You
Singles de Jennifer Lopez
On the Floor
(2011) Papi
(2011)
Singles par Lil Wayne
John
(2011) Motivation
(2011)
I'm Into You est une chanson de la chanteuse américaine Jennifer Lopez, en featuring avec le rappeur Lil Wayne. C'est le deuxième single extrait de Love?.

## Vidéo musicale

### Contexte
Le clip de « I'm Into You » a été réalisé par Melina Matsoukas. Lopez a tourné les scènes principales du clip à Chichén Itzá, au Mexique début avril 2011. Des scènes supplémentaires avec Lil Wayne ont été tournées le 21 avril à Los Angeles. Tout au long de la production, Lopez a partagé de nombreuses photos du tournage du clip avec ses fans via le site de réseautage social Twitter. US Weekly a rapporté que des scènes ont été filmées à différents endroits autour d'un site archéologique de la Maya. Au cours d'une des scènes tournées de nuit, les colonnes antiques ont été éclairées pour que Lopez puisse danser autour. À la troisième minute, la vidéo change sur une danse-breakdown sur la chanson "Papi" où Lopez est soutenue par deux danseuses. Rap-Up a publié deux images du tournage et a écrit : « Un Weezy tatoué s'est appuyé contre la plus belle femme du monde selon les gens sur les premières images du tournage. » La star de telenovela et mannequin William Levy a été choisi pour incarner l'amoureux de Lopez pour le clip. Lopez a expliqué à Extra comment elle a trouvé l'acteur cubain : « J'ai appelé mes cousins et je leur ai demandé 'Qui est le mec le plus sexy en ce moment ?' et ils sont comme William Levy ! Et j'ai dit, 'Ok, allons chercher William Levy !'
La vidéo a été diffusée sur « Today » de NBC le 2 mai 2011. Bien que Lil Wayne ait été photographié en train de filmer des scènes avec Lopez, sur fond vert, à Los Angeles, il n'apparaît pas dans la version de la vidéo diffusée en avant-première sur Aujourd'hui,. Une version avec le rappeur a été mise en ligne sur le Vevo officiel de Lopez le 9 mai 2011. Elle est presque identique à la première version, mais comporte des scènes supplémentaires où Lil Wayne apparaît seul contre un fond jaune faiblement éclairé,,.

### Synopsis
Le clip commence avec Lopez radieuse alors qu'elle gambade sur la plage avec son partenaire masculin de la telenovela William Levy. Vêtue d'une robe ornée de bijoux, Lopez chante aux côtés de sa co-star dans un éclair de couleurs et de clichés en noir et blanc. Le clip présente la chanteuse séduisante au sommet des marches historiques du Chichen Itza. Dans une scène, Lopez est assise sur les marches de la pyramide de Kukulkán, vêtue d'une tenue en peau de serpent avec un foulard, des bracelets assortis et des talons compensés. En plus du rythme midtempo de la chanson, "I'm Into You" présente également un Dance breakdown, où Lopez se lance dans une chorégraphie rapide sur un extrait de sa chanson "Papi". Une autre version de la vidéo a été publiée plus tard, entrecoupée de scènes mettant en scène Lil' Wayne. On voit Lopez exhiber son corps autour d'anciennes ziggourats mésopotamiennes.